# Joseph Delaney
Joseph Henry Delaney (Preston (Verenigd Koninkrijk), 25 juli 1945 – 16 augustus 2022) was een Engels sciencefiction- en fantasyschrijver. Hij is vooral bekend door zijn De Geestenjager-boeken.

## Levensloop
Na te zijn afgestudeerd begon Delaney als leerling-ingenieur. Zijn schrijverscarrière begon met het verschijnen van zijn eerste sciencefictionboek, dat hij schreef onder het pseudoniem J.K. Haderack. Later schreef hij zijn boeken onder zijn eigen naam.
Zijn bekendste werk, De Geestenjager-serie, begon met de release van De Laatste Leerling, dat voor het eerst in 2004 werd gepubliceerd. Verder zijn er drie "spin-off"-verhalen op de serie gemaakt. Warner Bros bevestigde dat er een film zou komen gebaseerd op Delaney's boeken. De film The Seventh Son ging in december 2014 in première. Onder anderen Jeff Bridges (Master Gregory) en Julianne Moore (Mother Malkin) zijn hierin te zien.
Delaney overleed op 77-jarige leeftijd.

## Boeken

### De Geestenjager (The Wardstone Chronicles)
1. De Laatste Leerling (The Spook's Apprentice - 2004)
2. De Vloek (The Spook's Curse - 2005)
3. Het Geheim (The Spook's Secret - 2006)
4. De Strijd (The Spook's Battle - 2007)
5. The Spook's Mistake (2008)
6. The Spook's Sacrifice (2009)
7. The Spook's Nightmare (2010)
8. The Spook's Destiny (2011)
9. Spook's I Am Grimalkin (2011)
10. The Spook's Blood (2012)
11. Spook's Slither's Tale (2013)
12. Spook's Alice (2013)
13. The Spook's Revenge (2013)

- Spin-offs
  - The Spook's Tale (2009)
  - The Spook's Bestiary (2010)
  - The Spook's Stories: Witches (2009)